# Latinismo
Un latinismo es una palabra o expresión latina que se usa en otra lengua, sobre todo en contextos científicos, cultos o elevados.
La presencia de latinismos en los medios académicos o en el habla culta, se explica porque desde el apogeo del Imperio romano circa el siglo I d. C., cuando tal imperio abarcaba todos los países de la cuenca del mar Mediterráneo (al cual los romanos llamaban Mare Nostrvm, ‘mar nuestro’), el latín junto con el griego resultó una lengua vehicular que forzosamente debió ser mantenida en ámbitos cultos para comunicarse entre países cuyas lenguas vernáculas eran muy disímiles. Es de tener en cuenta que gran parte de las palabras con etimología latina en el español castellano proceden de los dialectos del latín vulgar -en gran medida los latinismos pasaron por el latín eclesial que fue considerada la forma más "pura" del latín durante toda la Edad Media, la Edad Moderna e inicios de la Edad Contemporánea: por ejemplo de respvblica (res = cosa + pública) la palabra república;  de clientis se formó la palabra cliente y su derivada clientela y de tribvs la palabra tribu, en cambio los verdaderos latinismos suelen tener por prosapia al latín clásico o al menos el latín como lengua restituta (el latín como lengua con sus palabras restituidas).

Por lo general los latinismos puros son aceptables en su forma original aunque los puristas de la RAE tienden a sugerir el uso de los latinismos ligeramente castellanizados por trascripción y transliteración fonética (ejemplo: cuórum en lugar de qvorvm), en este tipo de caso se observa que el acento agudo señala el énfasis fónico que ha de darse a la palabra, es decir: el acento agudo de las transcripciones al idioma español castellano casi siempre corresponden a los diacríticos llamados macrones en la escritura fonética clásica del latín (tener en cuenta que macrón en cuanto a palabra es un préstamo procedente del griego  y cuyo significado es el de mayor, o sea, el sonido más acentuado o extendido).
No debe confundirse el latinismo con el cultismo. Este último es el vocablo que penetró por vía culta a la lengua sin pasar por la evolución fonética habitual de las palabras patrimoniales. Por ejemplo, las palabras espíritu y familia son cultismos, pero no son latinismos.
Es muy común que la fonética de los latinismos no sea exactamente la del latín clásico ni siquiera la del llamado latín eclesial, sino que se acomode a los fonemas más frecuentes de la lengua usual: por ejemplo entre los hispanohablantes la "c" que en latín clásico suele tener un valor de /k/, incluso antes de u e i (por ejemplo: civitas -ciudad- en latín clásico se pronunica kíuitas), es directamente pronunciada como c española (en Latinoamérica como s sibilante), y mientras que la u siempre es sonora como tal en latín clásico no siempre es así entre los hispanohablantes. Por ejemplo, la palabra usque tiene una pronunciación /úskue/ en latín clásico pero es frecuente que los hispanohablantes la pronuncien /úske/.
En resumen, el latinismo es un préstamo del latín que, si bien mantiene la misma fonética, modifica su grafía, adaptándose a las reglas de la lengua española.
La locución latina es una palabra en latín puro. Como tal, debe escribirse siempre entre comillas o en cursiva.
Como ejemplo, el latinismo Cuórum es una modificación del latín Quorum.
Ocurre igual que los galicismos (consomé, del francés consommé), los anglicismos (fútbol, del inglés football), los germanismos (bíter, del alemán bitter) u otras palabras tomadas de otra lengua.

## Ejemplos
Algunos latinismos del español son, por ejemplo:

### A
- Accésit: acercarse, recompensa inmediatamente inferior al/a los premio/s[4]
- Adenda: texto accesorio añadido a un escrito
- Agenda: cosas que se han de hacer
- Álbum: colección empaquetada de objetos relacionados entre sí (fotos, sellos, cómics,...)
- Alias: pseudónimo que se utiliza como sustitutivo del nombre real
- Acuario: depósito artificial de agua para la cría de peces, plantas acuáticas,...
- Auditorio: espacio para escuchar algún acto, concierto, conferencia,...

### B
- Bis: reiteración o iteración de algo. No confundir con "vis".[5]

### C
- Campus: conjunto de terrenos y edificios que pertenecen a una universidad.
- Cátedra: puesto principal de un profesor universitario, juez, obispo (catedral),...
  - expresarse ex cátedra: dicho desde un puesto considerado de sapiencia y autoridad.
- Circa: frecuentemente abreviado ca., se refiere especialmente a los fechados aproximados [no precisos aunque sí altamente probables] de algún suceso o hecho
- Clímax: culminación de un proceso
- Códex: libro manuscrito anterior a la invención de la imprenta.
- Cognado: emparentado morfológicamente
- Confíteor: palabra que significa "yo pecador", además de su uso ortodoxo en la iglesia latina la palabra confiteor ha solido tomar un significado irónico e incluso burlón por ejemplo cuando alguien con alegría declara sus faltas.
- Corpus: cuerpo, cosa concreta, cuerpo de una persona, compendio de obras; se usa por ejemplo en habeas corpus o en el Corpus Iuris Civilis.
- Credo: creo, conjugación en primera persona del presente del verbo credere, es decir, creer
- Culmen: cumbre, cima, mayor elevación de algo[6]
- Culpa: sentimiento de responsabilidad por un daño causado
- Cuórum: número de personas asistentes a una reunión para poder tomar ciertas decisiones. Proporción de votos favorables para que haya acuerdo.
- Cura: cuidado. Esta palabra ha dado origen al verbo curar y la palabra "cura" (sacerdote cristiano) ya que se le considera un "cuidador de almas".
- Currículum: relación de estudios académicos, puestos de trabajo desempeñados y datos biográficos que definen a una persona.

### D
- Data: procede de la frase tardolatina "[ charta ] data", que se traduce como  'documento dado', es decir otorgado. Como latinismo, la palabra data antecede a la indicación de un lugar y fecha.
- Déficit: palabra latina que en un balance de cuentas significa una pérdida, su antónimo es el -también latinismo- superávit.
- Desiderata: conjunto de deseos, enumeración o elencación de deseos[7]
- Desiderátum: aspiración, deseo que aún no se ha cumplido[8]
- Diva: dicho de una artista del mundo del espectáculo, y en especial de una cantante de ópera: Que goza de fama superlativa.[9]
- Docto: que a fuerza de estudios ha adquirido más conocimientos que los comunes u ordinarios.
- Doctor: término oficial que usa quien ha obtenido el grado académico de doctorado (el nivel universitario más alto).
- Dúplex: doble[10]

### E
- Eccehomo: Imagen de Jesucristo como lo presentó Pilatos al pueblo. Persona lacerada, rota, de lastimoso aspecto.
- Ergo: por tanto, luego, pues, resultado o conclusión lógica de algo, un problema, una cuestión, una reflexión, un planteamiento. A veces se malinterpreta como "luego" en su matiz temporal. Esto puede dar lugar a anfibologías, ver por ejemplo cogito ergo sum.
- Estatus
- Etcétera: y lo demás. Su abreviatura es "etc."
- Exabrupto: palabra soez, salida de tono. Aunque tiene el mismo origen, no debe confundirse con la  locución latina ex abrupto[11]
- Excurso: un episodio breve o una anécdota en una obra literaria.[12]
- Exlibris: etiqueta o sello en el reverso de la tapa de los libros, en el que consta el nombre de su propietario
- Éxplicit: en las descripciones bibliográficas, últimas palabras de un escrito o de un impreso antiguo.[13] Su antónimo es íncipit
- Extra: algo añadido respecto al común[14]

### F
- Factor: el que hace[15]
- Factótum: persona de plena confianza de otra y que en nombre de esta despacha sus principales negocios.[16]
- Fauna: conjunto de los animales de un país, región o medio determinados.
- Férula[17]
- Flora: conjunto de plantas de un país o de una región.
- Foresta: bosque[18]
- Fórum: reunión para debatir ciertos asuntos
- Frontispicio: fachada delantera de un edificio

### G
- Gaudeamus: fiesta, regocijo, alegría
  - Gaudeamus igitur: alegrémonos pues
- Gratis: algo dado por gracia, gratuitamente

### H
- Hábitat: lugar de condiciones apropiadas para que viva un organismo, especie o comunidad animal o vegetal.
- Habitud: hábito, costumbre[19]
- Hiatus: interrupción en la continuidad de una serie. También puede ser de un grupo o cantante.
- Horror: miedo intenso
- Humus: conjunto de los compuestos orgánicos presentes en la capa superficial del suelo, procedente de la descomposición de animales y vegetales.

### I
- Ibidem:[20] en el mismo lugar
- Ídem: idéntico, lo mismo
- Impromptu: pieza que se caracteriza por la continua improvisación.
- Íncipit: en las descripciones bibliográficas, primeras palabras de un escrito o de un impreso antiguo. Su antónimo es el latinismo -ya citado- éxplicit.
- Incógnito/a: no conocido/a. En matemáticas una incógnita es un valor desconocido.
- Índex: señal, indicador[21]
- Ítem: del mismo modo, cada uno de los elementos que forman un conjunto[22]

### J
- Júnior:[nota 3] después del nombre de una persona, indica que esta es más joven que otra emparentada con ella, generalmente su padre, y del mismo nombre.[23] Se abrevia: Jr. (ver: sénior)

### L
- Lapsus: falta o equivocación cometida por descuido.
- Lar: sitio de la lumbre en la cocina, casa propia u hogar
- Larva: animal (generalmente insecto) en estado de desarrollo
- Láurea: corona de laurel con la que se distingue a los vencedores
- Lémur: género de mamíferos cuadrumanos
- Ludo: juego (lúdico, ludoteca)
- Lumen: unidad de flujo luminoso del sistema internacional
- Lux: unidad de iluminancia del sistema internacional

### M
- Magíster: titulación correspondiente a la maestría
- Magníficat: cántico que, según el Evangelio de san Lucas, dirigió al Señor la Virgen María.[24]
- Maremágnum: abundancia, grandeza o confusión. Muchedumbre confusa de personas o cosas.[25]
- Máximum: lo más grande[26]
- Medio: la mitad (o en la mitad) de algo
- Médium: persona que supuestamente puede ponerse en comunicación con el espíritu de un muerto.
- Memorándum: que debe recordarse
- Ménsula: mesa pequeña
- Mínimum: lo más pequeño[27]
- Misa: en la religión católica, celebración en la que el sacerdote renueva en el altar el sacrificio del cuerpo y de la sangre de Cristo bajo las especies de pan y vino.
- Múltiple: varios, numerosos, muchos,...[28]

### O
- Ómnibus: vehículo de transporte colectivo para el traslado de personas, especialmente si son urbanos. (En los países anglófonos, la palabra se ha reducido al sufijo latino bus. Así, debido a esta aféresis, hoy es muy frecuente usar en gran parte del mundo la palabra de origen latino bus o, especialmente en el mundo hispanohablante,  la híbrida grecolatina autobus en lugar de ómnibus).
- Opus: en música, obra que se numera con relación al conjunto de la producción de un compositor.

### P
- Papa: Sumo pontífice romano, vicario de Cristo, sucesor de san Pedro en el gobierno universal de la Iglesia católica, de la cual es cabeza visible, y padre espiritual de todos los fieles.
  - Papá: en lenguaje infantil, padre (varón en relación con sus hijos.)
- Posdata (abreviado: P.D.): después de la "data". Lo que se añade al final de una carta, después de la fecha, cuando esta va al final de la carta.
  - Post scriptum (abreviado: P.S.): después de lo escrito. Lo que se añade al final de una carta, cuando la fecha figura en el encabezamiento.[nota 4][29][30]
- Prínceps: dicho de una edición de una obra de cierta antigüedad: Primera de una serie.[nota 5][31]
- Púber: que ha llegado a la pubertad

### Q
- Quid: esencia, punto más importante o porqué de una cosa.[32]
- Quídam: "alguien" y, más despectivamente, "cualquier sujeto", "cualquier tipo", "un cualquiera"[33]

### R
- Ratio: en matemáticas, cociente de dos números. Razón fundamental de una lógica o de un discurso
- Referéndum: procedimiento por el que se someten al voto popular leyes o decisiones políticas con carácter decisorio o consultivo.
- Res: animal cuadrúpedo de ciertas especies domésticas, como del ganado vacuno, lanar, etc., o de los salvajes, como venados, jabalíes, etc
- Réquiem: misa de difuntos de la religión católica
- Rigor: rigidez, dureza[34]
- Rúbrica: antiguamente, comentario resaltado con tinta roja. Rasgo o conjunto de rasgos, realizados siempre de la misma manera, que suele ponerse en la firma después del nombre y que a veces la sustituye.

### S
- Sénior: si se pospone a un nombre propio, designa que es el padre o abuelo de otra persona, con el mismo nombre. Su abreviatura es Sr. (Ver: júnior)
- [ Sic ]: se emplea para aclarar que la palabra o frase que lo precede, está copiada textualmente, literalmente, con sus errores y/o faltas. Siempre ha de escribirse entre corchetes [ ].
- Sinecura: cargo o empleo bien retribuido y muy poco laborioso, fácil de ejercer
- Sino: hado, destino
- Solárium: en piscinas, gimnasios, balnearios, etc., terraza o lugar reservado para tomar el sol.[35]
- Solideo: casquete de seda u otra tela ligera, que usan los eclesiásticos para cubrirse la coronilla y que solo se quitan ante el sagrario, en presencia de Dios
- Superávit: palabra que indica en un balance un sobrante o rédito positivo, su antónimo es el latinismo déficit.

### T
- Tedeum: himno litúrgico solemne de acción de gracias de la Iglesia católica.[36]

### U
- Ultimátum: en el lenguaje diplomático, resolución terminante y definitiva, comunicada por escrito.

### V
- Vademécum: obra de referencia que contiene las nociones o informaciones fundamentales de una materia
- Vale: para despedirse en estilo cortesano y familiar.[37] En España se usa, como muletilla, para indicar acuerdo o simpatía
- Versus (Vs.): frente a, contra. Este uso ha sido, tradicionalmente, impropio del español, pero fue aceptado por la RAE en la XXIII edición de su diccionario.[38] Su origen es la locución latina Versus, que significa «hacia». Se refiere al movimiento de ida y vuelta ejecutado por el labrador al arar la tierra.
- Vía: cualquier camino permanente transitable por el humano, una calle o a una ruta terrestre principal o -por extensión- a cualquier recurso para comunicación o transmisión de algo: vía oral, vía intravenosa, vía ferroviaria, etc.
- Vía crucis: camino de la cruz
- Vis: fuerza, potencia.[5] No  confundir con bis.
- Vórtice: torbellino, remolino.

## En derecho
En la terminología española clásica del derecho es frecuente el uso de latinismos como:
- Afidávit: testimonio dado legalmente bajo juramento
- Dolo: voluntad deliberada de cometer un delito a sabiendas de su ilicitud.
- Execuátur: reconocimiento en un país de las sentencias dictadas por tribunales de otro Estado.
- In fraganti: En el mismo momento en que se está cometiendo el delito o realizando una acción censurable.[39]
- Litis: pleito, litigio judicial.
- Palinodia: retractación pública de algo que se ha dicho o escrito. Si se trata de calumnias e injurias o difamaciones muchas veces una "palinodia" evita las penas sobre el calumniador, injuriante o difamador. En cuanto a la frase "cantar la palinodia", también se refiere a una retractación en privado.
- Per cápita: por cabeza o por individuo.
- Regnat (palabra usada en Derecho, Historia y otras ciencias sociales): tiempo que dura un reinado. Se suele abreviar con la letra r antes del o los años de fechado.
- Reo: persona acusada o presunta responsable de un delito
- Toga: además de ser el nombre de la clásica vestimenta de los ciudadanos romanos la palabra latina toga ha pasado a varios idiomas actuales para señalar a la ropa que muchas veces usan los jueces y otros jurídicos de importancia. La importancia de la palabra toga se muestra en la siempre vigente frase del elocuente Cicerón: "Cedant arma togae"  es decir literalmente, "cedan las armas a las togas" lo que bien se entiende como "ceda la violencia (especialmente si del poder se trata) a la razón del derecho ya que desde la antigüedad grecorromana la túnica o toga era un signo de razón y civilidad.
- Verbigracia: hecho o texto que se cita para autorizar un aserto, por ejemplo.

## En filosofía
También se suelen dar casos de latinismos en filosofía:
- Alter ego: otro yo; otra personalidad, distinta a la habitual, en una persona
- Ánima: alma[40]
- Ego: yo[41]

## En diversas ciencias
- Célula: unidad fundamental de los organismos vivos, generalmente de tamaño microscópico, capaz de reproducción independiente y formada por un citoplasma y un núcleo rodeados por una membrana.
- Homo: prefijo que en latín designa al humano, en taxonomía alude al mismo Homo sapiens actual y a diversas especies de homínidos u hominidae  prehistóricos. No debe confundirse la expresión latina homo con la griega ὁμο (transcripto en caracteres románicos o latinos como homo) que significa «igual» (p. Ej: homosexual.)

### Enmedicina
- Abdomen: cavidad del cuerpo de los mamíferos, situada entre el tórax y la pelvis
- Angor: angustia, ansiedad[42]
- Ápex: ápice, extremo superior[43]
- Axis: hueso, segunda vértebra cervical
- Cóccix o coxis: hueso propio de los vertebrados que carecen de cola, formado por la unión de las últimas vértebras y articulado por su base con el hueso sacro.
- Córtex: capa superficial de un órgano.[44]
- Cutis: piel que cubre el cuerpo humano, principalmente la del rostro.[45]
- Ictus: enfermedad cerebral de origen vascular que se presenta de un modo súbito
- Locus: lugar de un cromosoma en el que se encuentra un gen determinado.
- Matriz: órgano muscular hueco de las hembras de los mamíferos, situado en el interior de la pelvis, donde se produce la hemorragia menstrual y se desarrolla el feto hasta el parto.
- Nevus: alteración congénita muy localizada de la pigmentación de la piel, generalmente de color marrón o azulado.
- Pubis: parte inferior del vientre, que en la especie humana se cubre de vello al llegar a la pubertad.
- Raquis: columna vertebral, espina dorsal
- Rictus: aspecto fijo o transitorio del rostro al que se atribuye la manifestación de un determinado estado de ánimo.[46]
- Septum: tabique que divide de modo completo o incompleto una cavidad o estructuras en otras más pequeñas.
- Tórax: pecho de las personas y de los animales.
- Úlcera: lesión abierta de la piel o membrana mucosa con pérdida de sustancia
- Vagina: conducto muscular y membranoso de las hembras de los mamíferos que se extiende desde la vulva hasta la matriz.
- Virgo: persona que no ha tenido relaciones sexuales.[47]
- Virus: organismo de estructura muy sencilla, compuesto de proteínas y ácidos nucleicos, y capaz de reproducirse solo en el seno de células vivas específicas, utilizando su metabolismo.
- Vulva: conjunto de los órganos sexuales primarios externos de los mamíferos hembras

### Enbotánica
- Bulbo: en algunos vegetales, órgano subterráneo de almacenamiento de nutrientes.
- Cámbium: estrato celular de las plantas leñosas, responsable del engrosamiento de tallos y raíces.